# Liolaemus gallardoi
Liolaemus gallardoi este o specie de șopârle din genul Liolaemus, familia Tropiduridae, descrisă de José Miguel Cei și Scolaro în anul 1982. A fost clasificată de IUCN ca specie cu risc scăzut. Conform Catalogue of Life specia Liolaemus gallardoi nu are subspecii cunoscute.